# Tân Bằng
Tân Bằng là một xã thuộc huyện Thới Bình, tỉnh Cà Mau, Việt Nam.

## Địa lý
Xã Tân Bằng nằm ở phía bắc huyện Thới Bình, có vị trí địa lý:
- Phía đông giáp tỉnh Kiên Giang
- Phía tây và tây nam giáp huyện U Minh
- Phía nam giáp xã Biển Bạch Đông
- Phía bắc giáp xã Biển Bạch.

Xã Tân Bằng có diện tích 45,10 km², dân số năm 2022 là 11.847 người, mật độ dân số đạt 262 người/km².

## Hành chính
Xã Tân Bằng được chia thành 7 ấp: Lê Hoàng Thá, Nguyễn Huế, Kinh 6, Tân Bằng, Tấn Công, Kinh 8, Kinh 9.

## Lịch sử
Ngày 5 tháng 9 năm 2005, Chính phủ ban hành Nghị định số 113/2005/NĐ-CP về việc thành lập xã Tân Bằng trên cơ sở 4.730 ha diện tích tự nhiên và 10.419 nhân khẩu của xã Biển Bạch.

## Xã hội
Các trường học trên địa bàn xã có:
- Trường Mầm non Hoa Tràm.
- Trường THCS & THPT Tân Bằng.
- Trường Tiểu học Tân Bằng.

## Giao thông
Xã có tuyến đường hành lang phía Nam đi qua (còn được gọi là đường xuyên Á).
Có cầu dân sinh nối qua xã Khánh Thuận, huyện U Minh.
Sông Trẹm là giao thông đường thủy quan trọng của xã.